# Somalie
Pour les articles homonymes, voir Somalie et Som.
République fédérale de Somalie
(so) Jamhuuriyadda Federaalka Soomaaliya 
(ar) جمهورية الصومال الفدرالية 

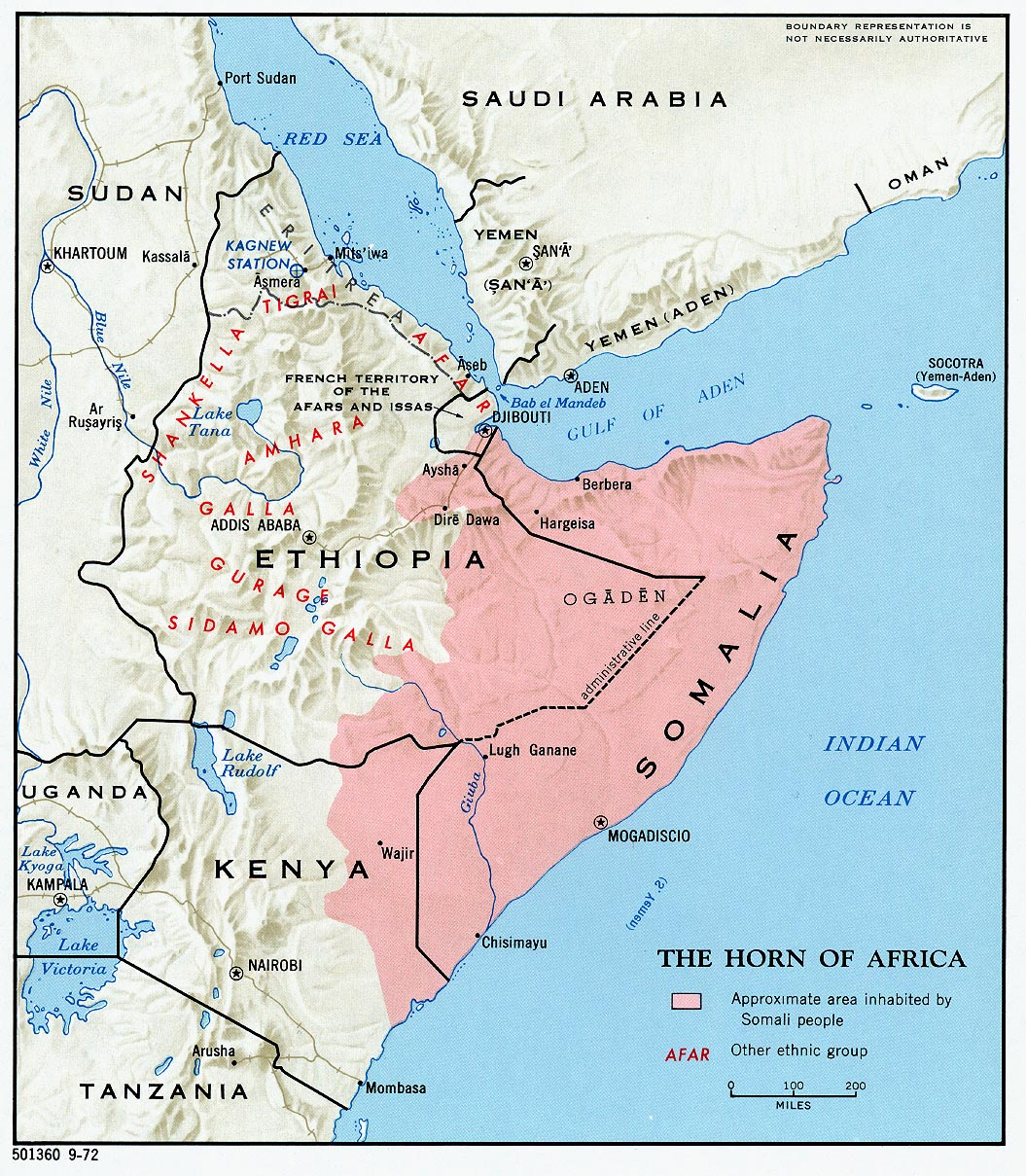
Distribution de la langue afro-asiatique somali dans la région de la corne de l'Afrique.

La Somalie, en forme longue la république fédérale de Somalie, (en somali Soomaaliya et Jamhuuriyadda Federaalka Soomaaliya ; en arabe الصومال (aṣ-Ṣūmāl) et جمهورية الصومال الفدرالية (Jumhūriyyat aṣ-Ṣūmāl al-Fideraaliya)), est un pays situé à l'extrémité orientale de la Corne de l'Afrique, dans le golfe d'Aden. Le pays a des frontières directes avec trois pays voisins dont Djibouti au nord-ouest, l'Éthiopie à l'ouest et le Kenya au sud-ouest.
Site important de commerce dans l'Antiquité, le pays est parmi les sites les plus probables du pays de Pount. Entre le Moyen Âge et la fin du XIXe siècle, le territoire est le foyer de plusieurs sultanats somaliens puissants dont le sultanat Ajuran, le sultanat d'Adal, le sultanat Geledi et le sultanat d'Isaaq. Le territoire est par la suite divisé par le Royaume-Uni et l'Italie, qui le partitionnent en deux colonies : la Somalie italienne au sud et la Somalie britannique au nord.
Après la Seconde Guerre mondiale, les deux colonies sont unifiées pour former la République somalie indépendante en 1960. En 1969, Mohamed Siad Barre prend le pouvoir dans un coup d'État et impose une dictature communiste. Son régime est renversé en 1991 par la révolution somalienne, qui voit aussi l'indépendance unilatéralement déclarée du Somaliland dans le territoire de l'ancienne colonie britannique, bien qu'elle ne soit toujours pas reconnue par la communauté internationale.
Au cours des décennies suivantes, la Somalie est qualifiée d'État en déliquescence en raison du manque prolongé d'une autorité gouvernementale centrale permanente, de la continuation de la guerre civile et de la montée de plusieurs seigneurs de guerre et de groupes armés radicaux dont Harakat al-Chabab al-Moudjahidin. Une série de gouvernements de transition est suivie par l'établissement du gouvernement fédéral de Somalie en 2012 qui réforme le pays en tant que fédération, après que les insurgés ont perdu la plus grande partie du territoire qu'ils contrôlaient.
L'un des pays les plus ethniquement homogènes de l'Afrique, les Somalis sont le groupe ethnique dominant, et l'islam sunnite est la religion dominante. Les langues officielles sont le somali et l'arabe.

## Histoire

### De l'Antiquité aux années 1950

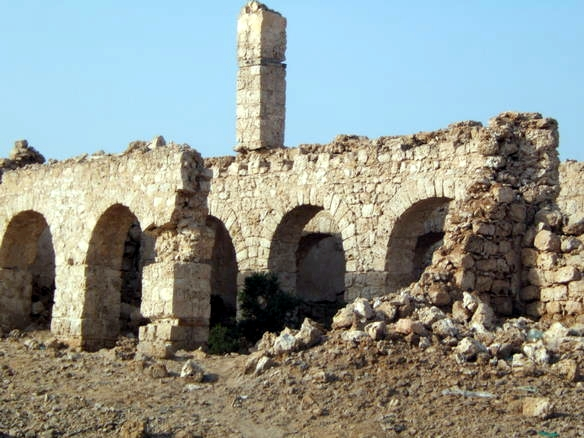
Les ruines du palais du sultan d'Adal à Zeilah.

Certains auteurs affirment que durant l'Antiquité, la région connue par les Égyptiens sous le nom du pays de Pount était en Somalie. La côte était connue par les Romains, les Grecs et les Indiens puisque ce fut le plus important centre commercial pour la myrrhe et l'encens ainsi que dans une moindre importance pour l'ébène et l'or. Les commerçants arabes s'installent sur la côte et les Somalis adoptent l'islam, qui s'implante définitivement à partir du XIIIe siècle : c'est le début du sultanat.
Durant le Moyen Âge, les relations avec le royaume voisin d'Éthiopie se tendent. Au XVIe siècle, le Portugal s'intéresse à la côte somalienne, sans parvenir à s'y installer. À partir de 1875, la Grande-Bretagne, la France et l'Italie revendiquent la Somalie, tandis que l'empereur d'Éthiopie Menelik II projette d'envahir le pays.
Durant les années 1880 et 1890, l'Italie acquiert divers territoires sur la côte du Benadir, qu'elle réunit en 1905 en une colonie, officialisée par une loi du 5 avril 1908. Dans les faits, les italiens et Européens résidant en Somalie ne sont encore qu'une poignée au début du vingtième siècle.
Malgré une résistance à l'occupation occidentale organisée par Mohamed Hassan, l'Italie de Benito Mussolini finit par contrôler la Somalie ainsi que l'Éthiopie et le nord du Kenya, jusqu'à la Seconde Guerre mondiale. La conquête militaire, entreprise à partir de 1908, est sanglante, tout comme l'administration italienne par la suite. Le pouvoir colonial n'ouvre pas d'école et les colonisés ne peuvent espérer sortir de leur condition qu'en s'enrôlant dans les troupes auxiliaires, les ascaris.
Le 3 août 1940 (ou le 4 selon d'autres sources), environ 40 000 Italiens envahissent la Somalie britannique sous le commandement du général Guglielmo Nasi. Ils s'emparent en quelques jours de plusieurs villes mal défendues. Les forces britanniques au Somaliland reçoivent quelques renforts et un nouveau commandant, le major général Godwin-Austen. Jugeant les forces en présence trop inégales, ce dernier demande le 15 août le retrait des troupes britanniques. Les derniers soldats britanniques sont évacués vers Aden le 17 août 1940. Les Italiens s'emparent de Berbera le 19 août 1940 et annexent la Somalie britannique à l'Afrique orientale italienne. Lors de cette campagne, les pertes britanniques sont de 38 tués, 71 blessés et 49 disparus contre 465 tués, 1 530 blessés et 34 disparus pour les Italiens. Ces territoires seront finalement perdus par l'Italie, à la suite de sa défaite, à la fin de la Seconde Guerre mondiale.

### Territoire sous tutelle de la Somalie
En 1949, l'Organisation des Nations unies (ONU) accorde à l'Italie un territoire sous tutelle de la Somalie tandis qu'un an plus tôt, la région de l'Ogaden avait été attribuée à l'Éthiopie. Les administrateurs sont souvent les mêmes que ceux déjà en fonction sous le régime fasciste. Le drapeau actuel a été adopté le 12 octobre 1954. Son étoile à cinq branches symbolise les cinq régions historiques de la Somalie.

### État de Somalie
Le 25 juin 1960, le protectorat britannique de Somalie accède à l'indépendance sous le nom d'État de Somalie. L'État de Somalie disparaît le 1er juillet lorsqu'il fusionne avec le territoire sous tutelle de la Somalie sous administration italienne pour former la République somalie.

### République somalie
De 1960 à 1969, et sous la présidence d'Aden Abdullah Osman Daar, puis de Abdirashid Ali Shermarke, la Somalie tente d'instaurer un gouvernement démocratique, mais des luttes claniques entre le nord et le sud du pays, et les relations tendues avec les pays limitrophes, font de ces années une période instable.

### Ère Siyaad Barre
En 1969, le général Mohamed Siad Barre s'empare du pouvoir par un coup d'État et remplace le gouvernement civil par le nouveau régime de la République démocratique somalie,.
En raison des relations amicales que la Somalie entretient avec l'URSS, Barre déclare que le pays va désormais être un État socialiste. Cette alliance entre les deux pays est éphémère : en 1977, la Somalie tente de prendre le contrôle de l'Ogaden, un territoire éthiopien peuplé très majoritairement de Somalis, au cours du conflit dit de la guerre de l'Ogaden. Au lieu de soutenir la Somalie dans ses démarches expansionnistes, l'Union soviétique tente de trouver une issue pacifique à la crise en tant qu'intermédiaire entre les deux pays. Finalement, la guerre enclenchée, elle soutient l'Éthiopie, ce qui met fin aux bonnes relations entre les deux alliés. Les États-Unis se rapprochent ensuite de la Somalie. La guerre de l'Ogaden (1977-1978) a contribué à affaiblir le pouvoir de Barre et a favorisé l'installation d'une famine endémique dont le paroxysme est atteint en 1984.

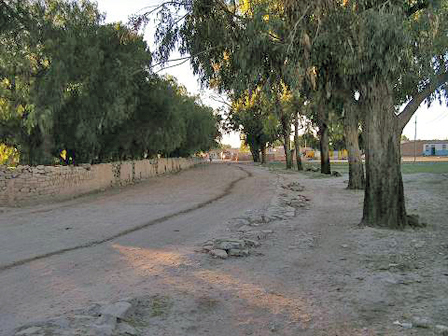
Vue de Erigavo.
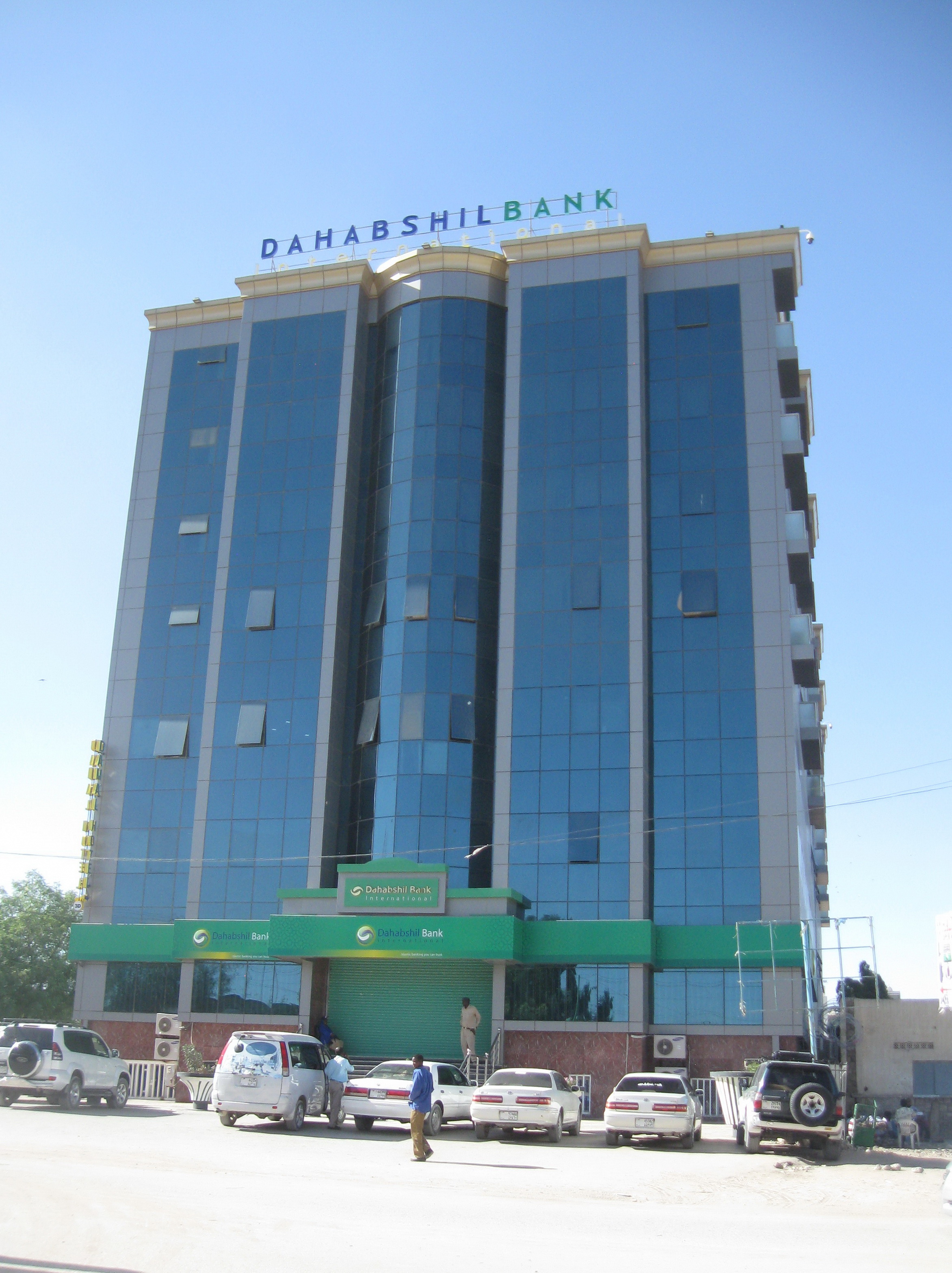
La banque Dahabshiil à Hargeisa.
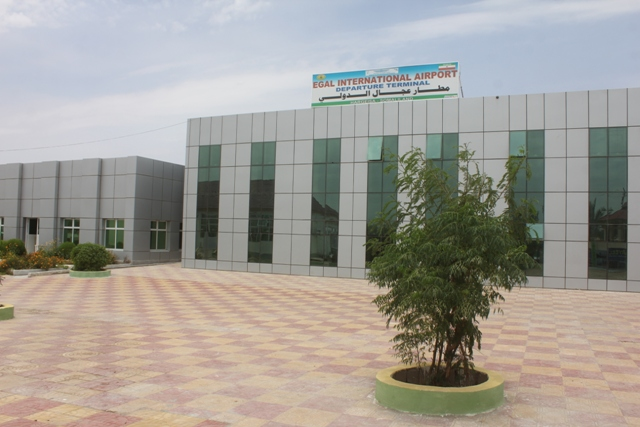
L'aéroport Egal d'Hargeisa.
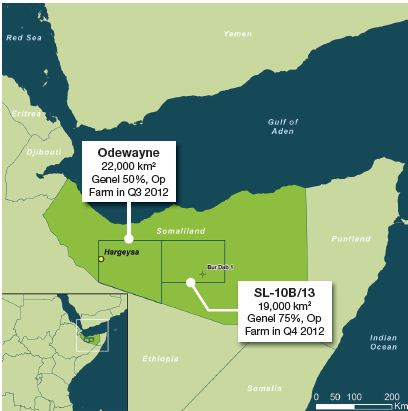
Zones d'exploration pétrolière au Somaliland.

Le pays a été tourmenté dans les années 1990 par les factions politiques. Le népotisme officiel ainsi que la corruption ont ébranlé la confiance envers le gouvernement central. Un climat de mécontentement règne alors envers le régime de Siad Barre, ce qui mène à son effondrement en 1991. Le SAIMR, une organisation parapublique de mercenaires anti-communistes et de suprématistes blancs, développée en Afrique du Sud durant l'apartheid, a orchestré le renversement du Président Siad Barre pourtant censé être protégé par les mercenaires sud-africains. Depuis, le SAIMR s'est taillé un fief en Somalie. Le régime apartheid souhaitait utiliser la Somalie comme une plaque tournante pour le trafic d'armes au Moyen-Orient.
Le pays est dès lors plongé dans un état proche du chaos. En effet, à la suite de cet incident, la Somalie est devenue un État défaillant. Le pays est tombé sous la gouverne de seigneurs de guerre sans idéologie ni agendas politiques. Leurs seules motivations sont l'appât du gain illicite et le pillage. Le trafic de drogues et d'armes fait partie de leurs activités. Ainsi, ces seigneurs de guerre s'opposent à la création de tout gouvernement central en raison de la menace que pose un tel gouvernement sur leurs activités illicites.
L'effondrement du régime de Siad Barre entraîne le pays dans une guerre civile entre la faction qui soutient le président intérimaire Ali Mahdi Mohamed et la faction qui soutient le général Mohamed Farrah Aidid. Ce conflit est en fait le reflet de la rivalité entre les deux clans les plus importants des familles Hawiye-Abgal et Haber Ghidir pour le contrôle de l'État somalien. Ces factions s'adonnent au pillage des infrastructures et des points de distribution des vivres, ce qui laisse plus d'un million de réfugiés et cinq millions de personnes dans la famine et la maladie. La guerre contribue à la déliquescence socio-économique et à la fragmentation de l'État. Le conflit vise spécifiquement le contrôle de la nourriture et des armes.

### Guerre civile et opérationRestore Hope

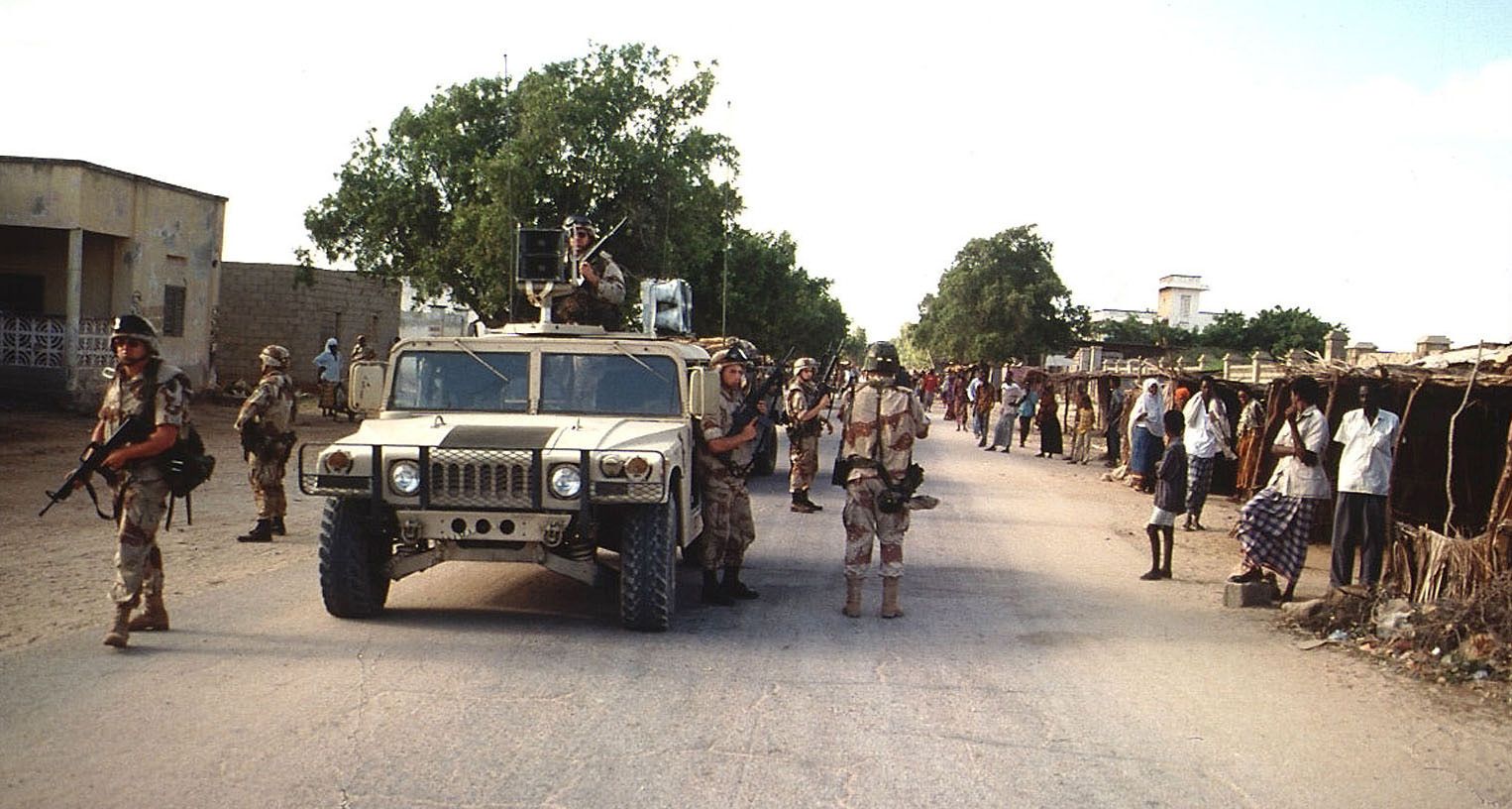
Kismayo, 1993.

À la suite de la guerre civile et face aux menaces de famine, l'ONU lance une opération dite « humanitaire » à Mogadiscio à partir d'avril 1992 : l'Opération des Nations unies en Somalie (ONUSOM). Les « casques bleus » pakistanais subissant de lourdes pertes face aux factions somaliennes, les grandes puissances interviennent.
En décembre 1992, sous mandat de l'ONU, les États-Unis lancent l'opération « Restore Hope » (« Rendre l'espoir »). Il s'agit de la première intervention menée au nom du droit international d'ingérence humanitaire. Celle-ci est finalement un fiasco, symbolisé par la bataille de Mogadiscio en octobre 1993, au cours de laquelle 19 soldats américains meurent, ainsi qu'un casque bleu malaisien et près d'un millier de Somaliens. Le président Bill Clinton décide alors de retirer ses troupes, et 8 000 casques bleus de l'ONU prennent le relais jusqu'en 1995. 151 casques bleus et 3 civils étrangers sont tués.
Le pays est alors divisé en plusieurs factions en guerre les unes contre les autres. Le Centre et le Sud sont contrôlés par Hussein Mohamed Aïdid ; le Nord-Ouest par Mohamed Ibrahim Egal, élu président de la République autoproclamée du Somaliland en 1997, qui meurt en 2002. En janvier 1997, un accord de gouvernement, patronné par l'Éthiopie et le Kenya, échoue à régler le problème du désarmement et de la reconstruction de l'État. Le Nord-Est se déclare autonome en 1998 sous le nom de Pountland. Le 26 août 2000, le Parlement de transition en exil élit un nouveau président en la personne de Abdiqasim Salad Hassan, dans un contexte particulièrement difficile. Le pays reste aux prises avec des rivalités claniques. Après diverses tentatives infructueuses de conciliation, une conférence de réconciliation aboutit en juillet 2003 à un projet de charte nationale prévoyant le fédéralisme et mettant sur pied des institutions fédérales de transition.

### Élection d'Abdullahi Yusuf Ahmed

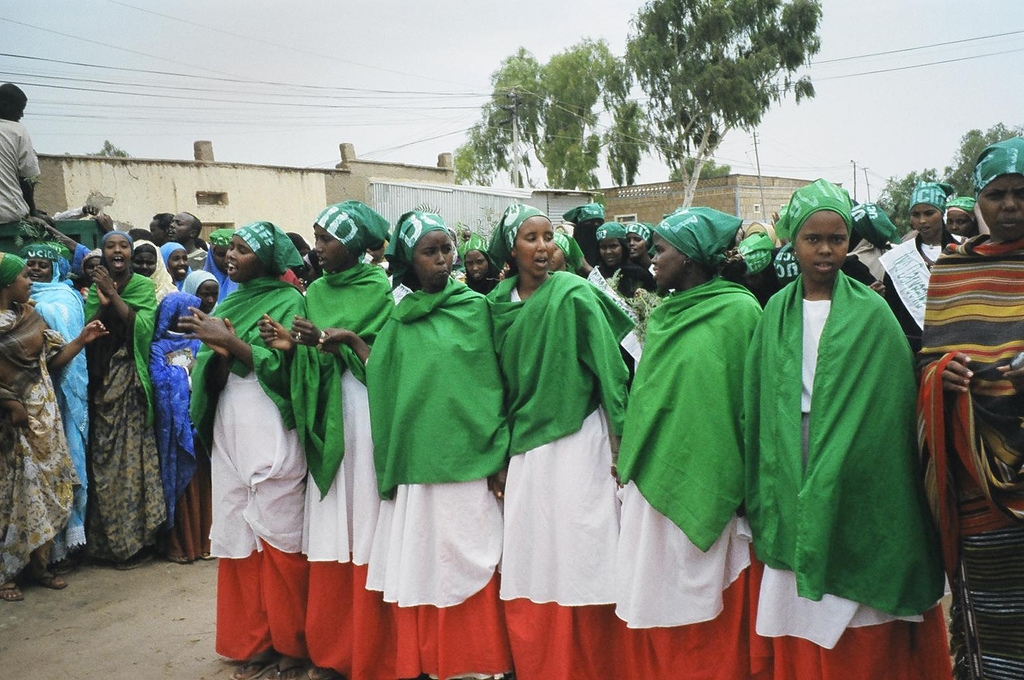
Somaliland : République auto-proclamée depuis 1991.

Le 10 octobre 2004, le Parlement fédéral de transition de la République de Somalie, exilé au Kenya en raison des affrontements entre seigneurs de la guerre à Mogadiscio, et formé en nombres égaux de représentants de chacun des quatre grands clans somalis, élit en tant que président intérimaire Abdullahi Yusuf Ahmed, président du Pays de Pount. À la tête du Gouvernement fédéral de transition, celui-ci nomme Ali Mohamed Gedi, un vétérinaire de profession, en tant que Premier ministre, avec pour mission de former un gouvernement de coalition avec les différents chefs de guerre du pays. Les institutions somaliennes siègent au Kenya par mesure de sécurité à l'égard de la situation intérieure de la Somalie. Les institutions en exil n'ont aucun contrôle sur le pays en dehors de certains quartiers de la capitale Mogadiscio, leur autorité n'est pas reconnue à l'intérieur du pays, mais uniquement par les gouvernements étrangers.
Depuis le 26 février 2006, le gouvernement de transition siège à Baidoa, en Somalie.
Certaines zones de Somalie, bien qu'éloignées de 4 500 km de l'épicentre, sont dévastées par le tsunami du 26 décembre 2004. Quelques villages sur la côte de l'océan Indien sont détruits par le tsunami et environ 110 personnes (essentiellement des pêcheurs) sont tuées.

### Prise de pouvoir par les islamistes et nouveaux conflits
Au début du mois de juin 2006, les affrontements entre, d'une part, les membres de l'Alliance pour la restauration de la paix et contre le terrorisme (ARPCT), une alliance entre des chefs de guerre et le gouvernement de jure de la Somalie, soutenue par Washington, et, d'autre part, l'Union des tribunaux islamiques ont vu la victoire de ces derniers pour le contrôle de Mogadiscio. Le rétablissement de l'ordre se fait au nom de la seule structure législative stable et consensuelle du pays, la jurisprudence chaféite.
Le 13 juin 2006 à Nairobi, l'Autorité intergouvernementale pour le développement (IGAD), qui regroupe le Kenya, l'Ouganda, le Soudan, Djibouti, l'Éthiopie, l'Érythrée et le gouvernement de transition de Somalie, décide d'interdire l'accès au territoire de ses pays membres aux miliciens de l'ARPCT fuyant devant l'avancée des tribunaux islamiques dont le plus important, celui de Mogadiscio, est nommé Hifka-Halane. Il sert de pouvoir judiciaire (civil et pénal), en jugeant les affaires en appliquant la charia.
Fin décembre 2006, l'armée éthiopienne intervient et les tribunaux islamiques fuient Mogadiscio. Elle prend ainsi le contrôle de la majeure partie du pays et le gouvernement de transition se déclare le gouvernement de facto du pays.

### Présidents successifs d'un pouvoir affaibli

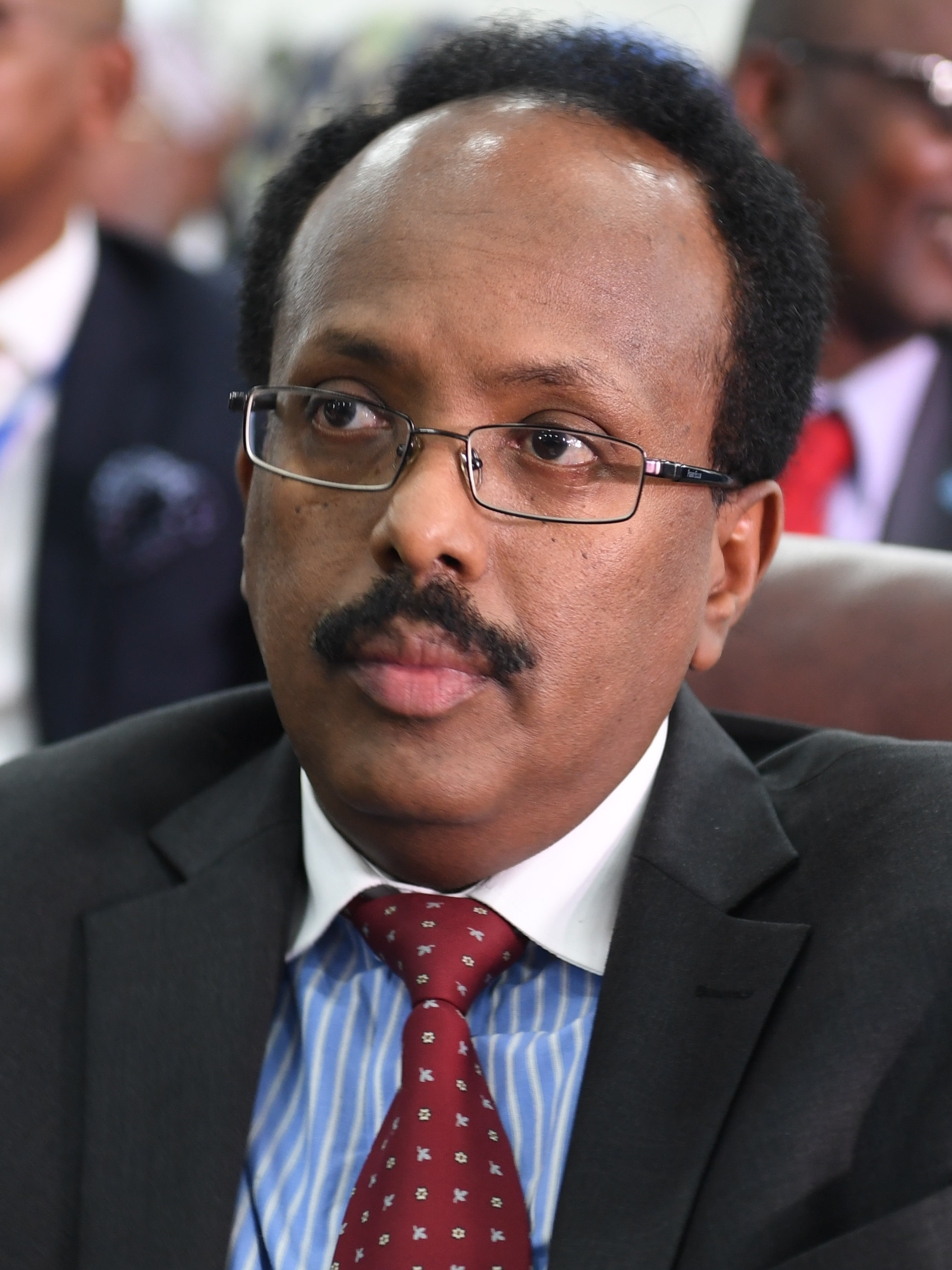
Mohamed Abdullahi Mohamed, président de la République du 16 février 2017 au 23 mai 2022.

Le 29 décembre 2008, le président Abdullahi Yusuf Ahmed annonce sa démission, en exprimant ses regrets de n'avoir pas pu mettre fin au conflit somalien. Le Parlement, réuni à Djibouti en raison du désordre en Somalie, élit alors Sharif Sheikh Ahmed, ancien dirigeant de l'Union des tribunaux islamiques, à la présidence de la République.
Le pays subit une famine en 2011 qui fait 260 000 victimes.
En octobre 2011, l'armée kényane intervient dans le conflit, lançant l'opération Linda Nchi (« protéger le pays » en swahili) contre les positions des insurgés.
Le 10 septembre 2012, Sharif Sheikh Ahmed est devancé par Hassan Sheikh Mohamoud au 2e tour de l'élection présidentielle par 190 voix contre 79.
Le 8 février 2017, Mohamed Abdullahi Mohamed est élu président lors de l'élection présidentielle somalienne de 2017 menant ainsi son parti Tayo au pouvoir.
Les Nations unies estiment que 1,7 million de personnes manquent de nourriture à cause de la sécheresse en mai 2019, et que leur nombre va augmenter d'un demi-million d'ici à juillet. Plusieurs dizaines de milliers de personnes sont contraintes d'abandonner leur foyer pour tenter de trouver de la nourriture, venant ainsi s'ajouter aux 2,6 millions de personnes déjà déplacées dans le pays du fait de la sécheresse et de la guerre. Environ 3,2 millions de personnes supplémentaires risquent d'avoir des difficultés à s'approvisionner en nourriture sur la même période. Il s'agit de la pire sécheresse vécue par la Somalie depuis des décennies. La Food Security and Nutrition Analysis Unit (FSNAU) estime que trois millions de dromadaires sont morts de soif entre l'été 2021 et l'été 2022. Quelque 45 % des chèvres d'élevage ont également succombé.
Le 27 décembre 2021, le président somalien Mohamed annonce la suspension du premier ministre Mohamed Hussein Roble.
Dans un contexte de crise politique, l'élection présidentielle de 2021 est finalement décalée en 2022, et voit l'ancien président Hassan Sheikh Mohamoud retrouver le pouvoir après sa défaite en 2017.

## Géographie

### Emplacement et caractéristiques
Entourée par le golfe d'Aden au nord, l'océan Indien à l'est et au sud-est, Djibouti au nord-ouest, l'Éthiopie à l'ouest et le Kenya au sud-ouest, la Somalie possède 3 025 km de côtes et 2 366 km de frontière terrestre dont plus de la moitié avec l'Éthiopie.
Le pays est essentiellement composé de plaines arides, de moins de 100 mètres au-dessus de la mer, au centre et au sud. Le nord du pays est plus montagneux.
Son point culminant est le Shimbiris (2 416 m), situé au nord du pays.
Le sous-sol contient de l'uranium, du minerai de fer, de la bauxite et du cuivre.

### Découpage administratif
De jure (selon sa constitution et la communauté internationale), la Somalie est officiellement une fédération de 7 États eux-mêmes subdivisés en 18 régions (gobollada) en tout. De facto, le pays est contrôlé par cinq entités dont quatre auto-proclamées, non-reconnues par la communauté internationale.

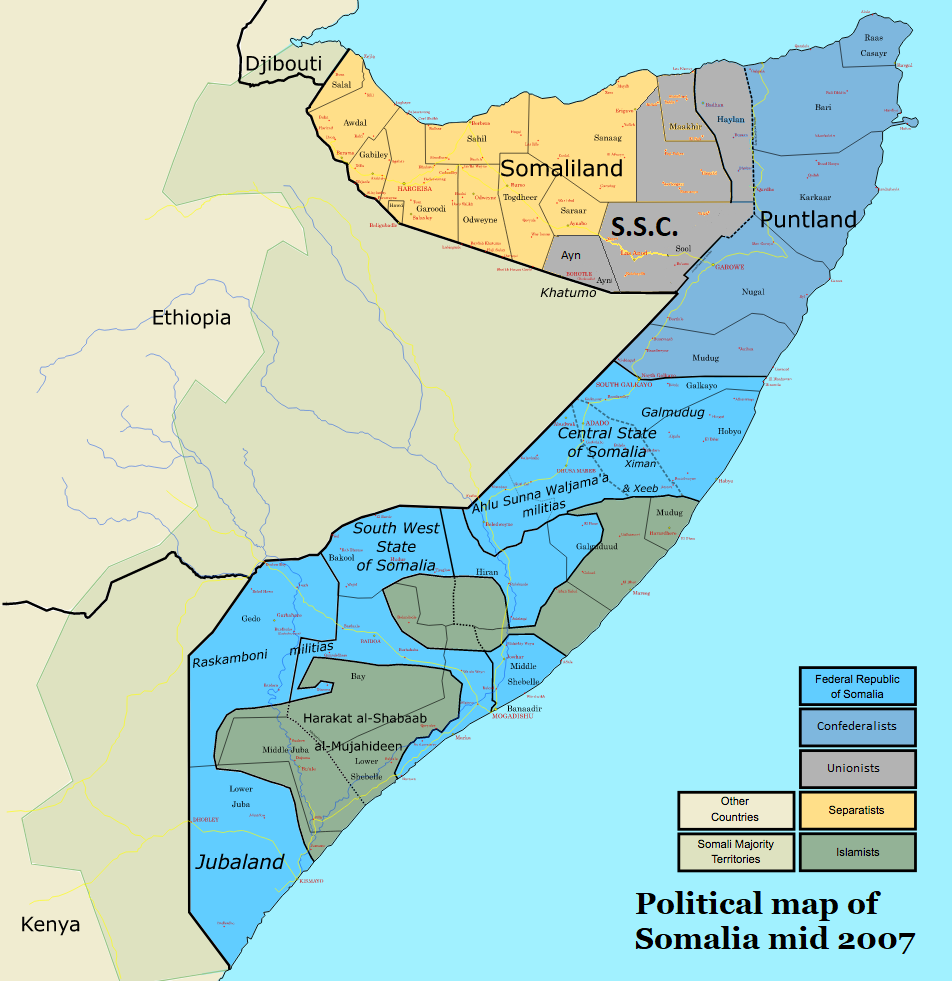
Les cinq entités de facto contrôlant le pays.
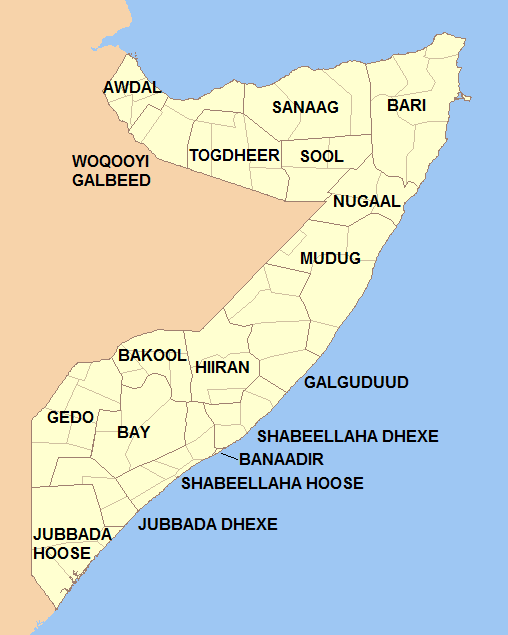
Les 18 gobollada, régions administratives de jure.
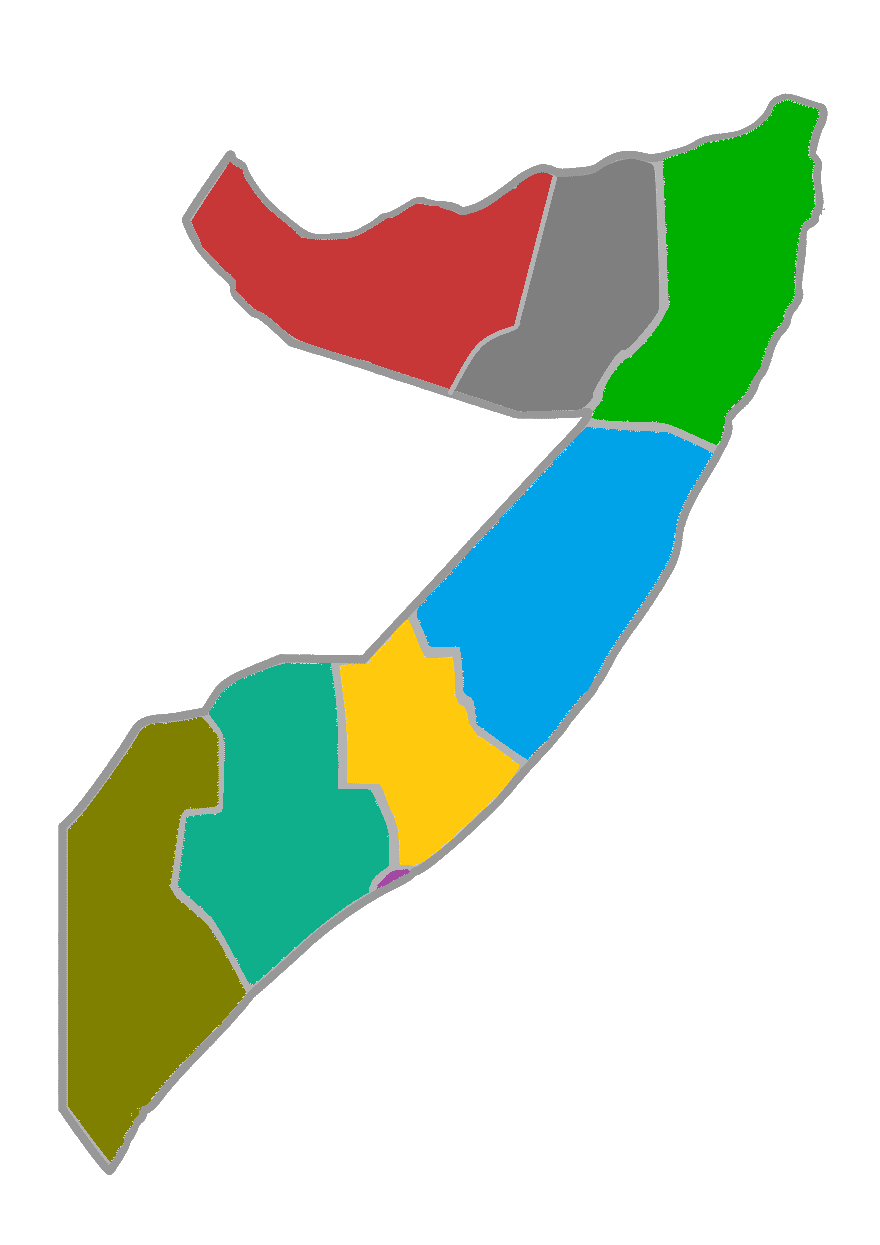
Les 7 États fédérés de la Somalie de jure depuis 2023 : Somaliland (rouge), Khatumo (gris), Pount (vert), Galmudug (bleu), Hirshabelle (jaune), Somalie-du-Sud-Ouest (bleu-vert) et le Jubaland (olive) auxquels s'ajoute Muqadishu (Mogadiscio) (capitale fédérale, violet).

#### Entités non reconnues
On trouve en Somalie cinq entités de facto contrôlant le territoire. Parmi elles, le Somaliland (capitale Hargeisa) est une république sécessionniste auto-proclamée depuis 1991, contrôlant la majeure partie du territoire de l'ancienne Somalie britannique, dont elle se considère l'héritière : c'est pourquoi elle revendique son voisin direct le Khatumo qui, lui, est reconnu comme état fédéral par la constitution somalienne de 2023. Considéré par tous les membres de l'ONU comme un État fédéral de la Somalie, cela ne l'empêche pas d'entretenir des relations diplomatiques avec d'autres pays comme Taïwan qui reconnaît le Somaliland comme indépendant. Cette dernière et le Somaliland ont des bureaux de représentation mutuelle dans leurs pays respectifs,. En janvier 2024, un accord est signé avec l’Éthiopie qui pourrait aboutir sur une « reconnaissance formelle » du pays,. Une autre entité, les Chebabs (arabe : حركة الشباب المجاهدين : « mouvement des jeunes combattants », d'idéologie salafiste djihadiste) ne vise pas sa propre indépendance ni son autonomie territoriale, mais le contrôle de la Somalie entière et des pays voisins pour y imposer l'instauration de la charia et des régimes islamistes.

#### Gobollada
Jusqu'en octobre 2023, la Somalie était officiellement unitaire et comptait 18 gobollada (régions administratives ou préfectures) :
- Awdal (capitale : Borama).
- Bakool (capitale : Xuddur).
- Banaadir (capitale : Mogadiscio).
- Bari (capitale : Bosaso).
- Bay (capitale : Baidoa).
- Galguduud (capitale : Dhusa Mareb).
- Gedo (capitale : Garbahaareey).
- Hiiraan (capitale : Beledweyne).
- Jubbada Dhexe (capitale : Bu'ale).
- Jubbada Hoose (capitale : Kismaayo).
- Mudug (capitale : Gal Kacyo).
- Nugaal (capitale : Garowe).
- Sanaag (capitale : Erigavo).
- Shabeellaha Dhexe (capitale : Jowhar).
- Shabeellaha Hoose (capitale : Merka).
- Sool (capitale : Las Anod).
- Togdheer (capitale : Burao).
- Woqooyi Galbeed (capitale : Hargeisa).

Depuis 2023, ces gobollada sont réparties entre les 7 nouveaux États autonomes.

#### États fédérés reconnus
Depuis octobre 2023, la Somalie est officiellement une fédération de 7 États autonomes auxquels s'ajoute Mogadiscio comme capitale fédérale :
- Somalie-du-Sud-Ouest
- Pount
- Somaliland[43]
- Jubaland
- Hirshabelle
- Khatumo
- Galmudug.

## Économie
Depuis le début des années 1991, la guerre civile entrave le développement économique du pays.
L'économie de la Somalie est surtout agricole, mais est aussi basée sur l'exploitation du sel. Plusieurs compagnies internationales, comme BP ou ExxonMobil, montrent un intérêt croissant pour le pétrole somalien : en effet, le nombre de barils en Somalie est estimé entre 8 et 15 milliards. L'économie est assistée par l'aide internationale et les rentrées de devises de la diaspora, évaluées à plus de 60 % du PIB en 2007.

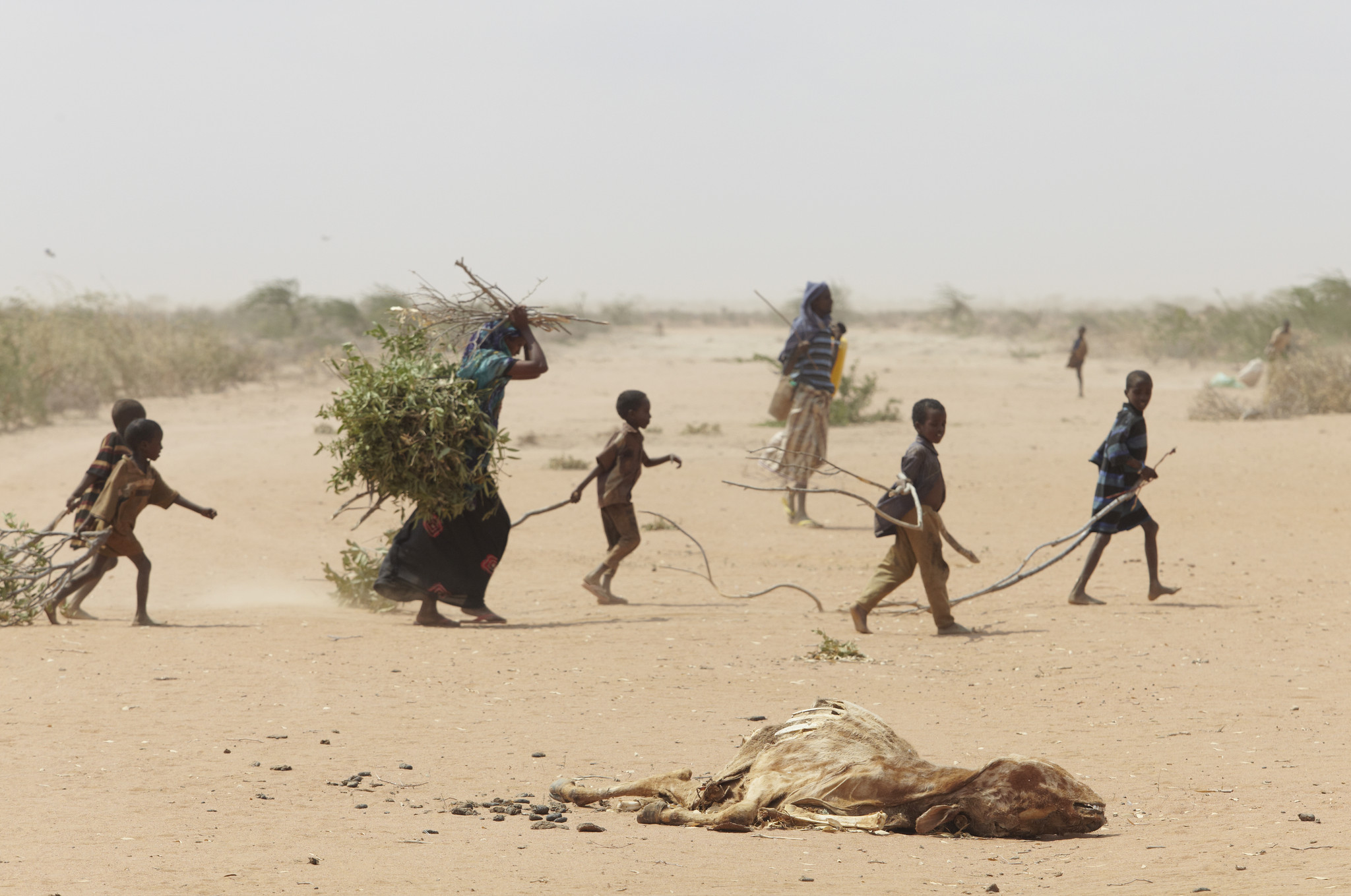
Crise alimentaire de 2011 dans la Corne de l'Afrique.

En 2001, la Somalie était classée dernière sur la liste des pays par indice de développement humain. Elle n'est plus classée depuis.
La monnaie (devise) nationale, le shilling somalien, n'a plus de valeur depuis 1991. Le dollar américain est plus utilisé pour les transactions, surtout les plus importantes. Le riyal saoudien est aussi accepté, quand les cours sont connus. Le birr éthiopien est accepté dans les zones frontalières avec l'Éthiopie. Le shilling du Kenya est aussi une devise acceptée qui devient de plus en plus importante dans le commerce. Au Somaliland, il est courant de voir des transactions se faire en livre sterling. Dans toute la Somalie, l'usage de l'euro est marginal.
Le réseau routier, très important pour le développement de l'économie, est dans un état catastrophique. Les routes, ou ce qu'il en reste, sont dangereuses et truffées de nids de poules ou de trous. Il est aussi dangereux de s'aventurer sur les routes de Somalie où sévissent des bandits encadrés par des chefs de guerre. Désormais, pour les déplacements de véhicules, les routes laissent place à de grandes pistes de terre. Au Somaliland, le réseau routier est mieux entretenu et plus dense, mais avec le manque de devises, il est difficilement entretenu. Les routes dans cette région sont également dangereuses, car certaines zones sont encore truffées de mines, vestiges de la guerre de sécession entre le Somaliland et la Somalie. Le déminage des zones concernées a été confié à une ONG anglaise. Il y a des échanges économiques entre le Somaliland et l'Éthiopie, et des camions partent en grands nombres d'Hargeisa vers l'Éthiopie, dont certains pour le commerce du khat.
Les villes de Somalie, hormis quelques rues de Mogadiscio, n'ont pas d'électricité. La compagnie nationale d'électricité de Somalie a cessé en 1990, année où les employés de la compagnie se sont retrouvés au chômage, à la suite de la guerre civile. Les salaires n'étaient plus versés depuis plusieurs mois. Cependant, au Somaliland, un réseau restreint existe et alimente surtout Hargeisa et Berbera. L'essentiel du réseau internet de Somalie existe presque exclusivement au Somaliland. À Mogadiscio, l'électricité est disponible pour seulement quelques rares familles, souvent liées aux chefs de guerre, ou à celles du nouveau gouvernement somalien, aidé par l'ONU et la communauté internationale. Le soir, vue de la Station spatiale internationale, la Somalie apparaît quasiment complètement en noir, presque comme la Corée du Nord.
Les activités de pêches ont été en partie détruites par l'exploitation intensive des eaux territoriales, non contrôlées par le gouvernement, par les chalutiers du monde entier, français notamment, tandis que des réseaux de la 'Ndrangheta calabraise y déversaient les déchets industriels européens.

## Démographie

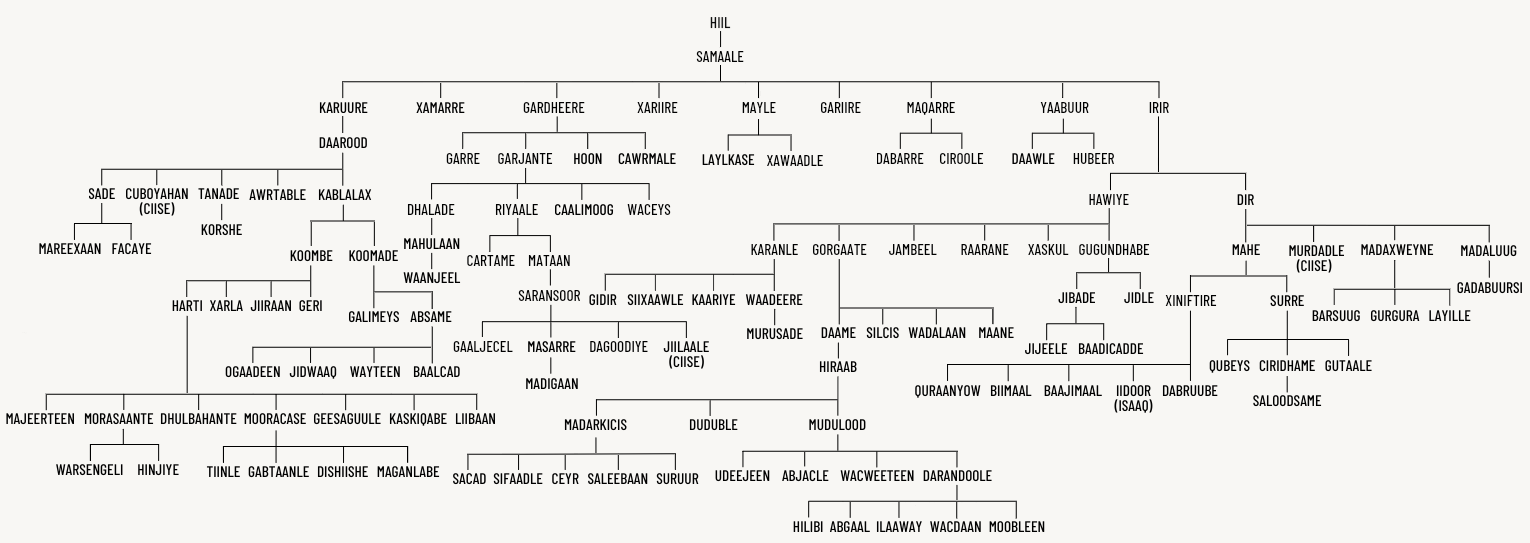
Arbre généalogique somalien (écrit en somali)

Le pays compte environ 13 millions d'habitants en 2024 (données CIA). Les estimations sont difficiles en raison du nombre important de nomades et de réfugiés qui tentent de fuir la famine et les guerres interclaniques. En 2023, la population estimée par la Banque mondiale est de 18 millions. Quasiment tous les Somaliens sont musulmans.

### Condition féminine

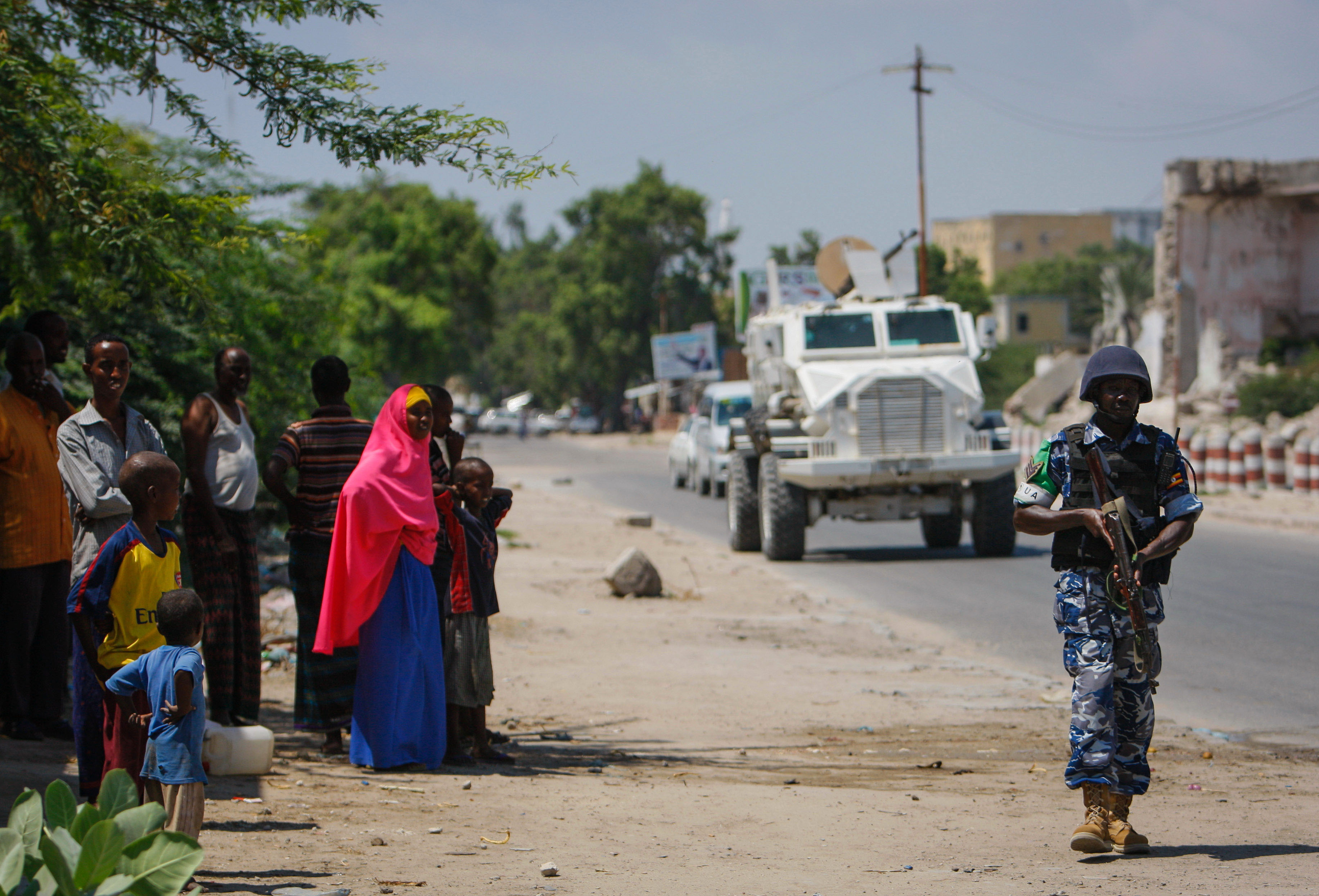
Mogadiscio en 2012.

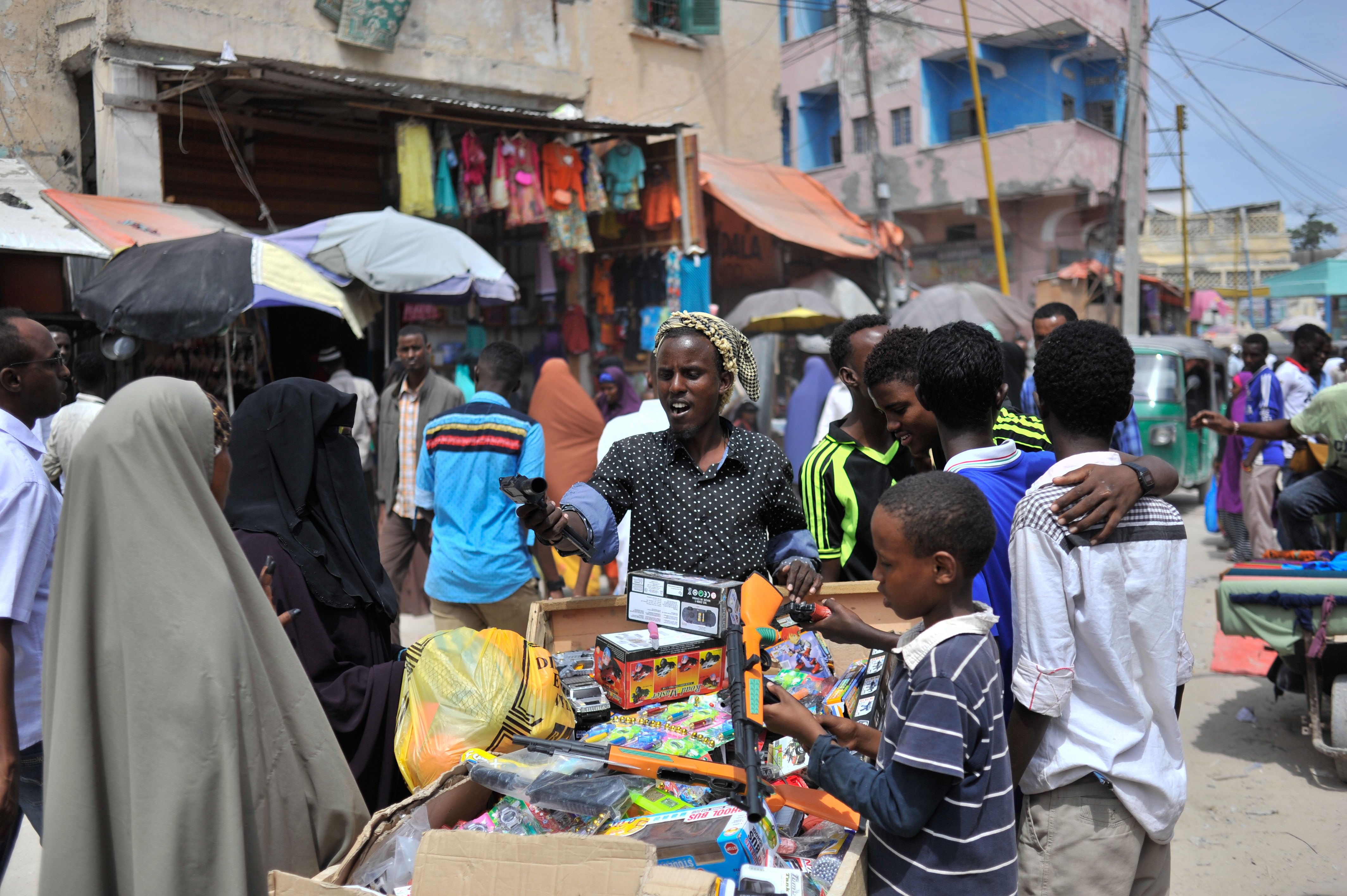
Mogadiscio en 2016.

## Société

### Éducation
En 1950, l'ONU confie l'ex-Somalie italienne à un mandat de l'Italie, jusqu'en 1960. Les Italiens ouvrent l'université de Mogadiscio avec l'objectif de former une élite pour gérer et administrer le pays. Après la création de la Somalie en 1960, des fonctionnaires originaires du Somaliland partent dans le sud. En 1971 et 1972, pour aider à l'unification du pays, le somali devient la langue officielle, alors que l'anglais continue à être utilisé au nord et l'arabe, l'anglais et l'italien au sud. L'italien n'est plus enseigné depuis 1988. L'accent est mis sur l'anglais et l'arabe.
Le taux de scolarisation réel pour la période 2008-2012 en primaire est de 65 %, mais en raison d'une déperdition importante, seuls 15 % des enfants suivent des études dans le cycle secondaire. Le taux d'analphabétisme reste très élevé : il est de 61 % pour les adultes, de 47 % pour les jeunes hommes entre 15 et 24 ans et de 63 % pour les jeunes femmes de la même tranche d'âge[réf. nécessaire].
- Éducation en Somalie (en)
- Liste d'écoles en Somalie (en)
- Liste d'universités en Somalie (en)

### Alimentation
La Somalie est régulièrement exposée à des épisodes de sécheresse qui provoquent des famines : en 2011, 250 000 personnes y avaient laissé la vie. Ces épisodes sont de plus en plus fréquents, vraisemblablement à cause du changement climatique. Deux millions de personnes, dont une forte proportion d'enfants, sont proches de la famine en 2019, et trois millions d'autres n'ont qu'un accès très aléatoire à la nourriture.
L'aide internationale est précaire et très insuffisante. Les donateurs étrangers n'honorent pas toujours leurs promesses : seulement 35 % de l'aide promise pour l'année 2019 a été versée. Ce ne sont pas tant les pays voisins qui font défaut mais surtout les pays occidentaux, principalement les États-Unis. L'ONU estime que lors du premier semestre 2019, le nombre de personnes secourues a diminué de moitié par rapport à l'année précédente. Et 80 % des enfants malnutris n'ont accès à aucun traitement médical.
Près de 60 % des habitants du pays souffrent de la faim en 2021 selon la FAO.
En novembre 2021, le gouvernement somalien a déclaré la sécheresse actuelle dans le pays comme une urgence humanitaire. Les pénuries d'eau sont en grande augmentation dans le pays ; le phénomène est directement en lien avec les changements climatiques.

### Culture

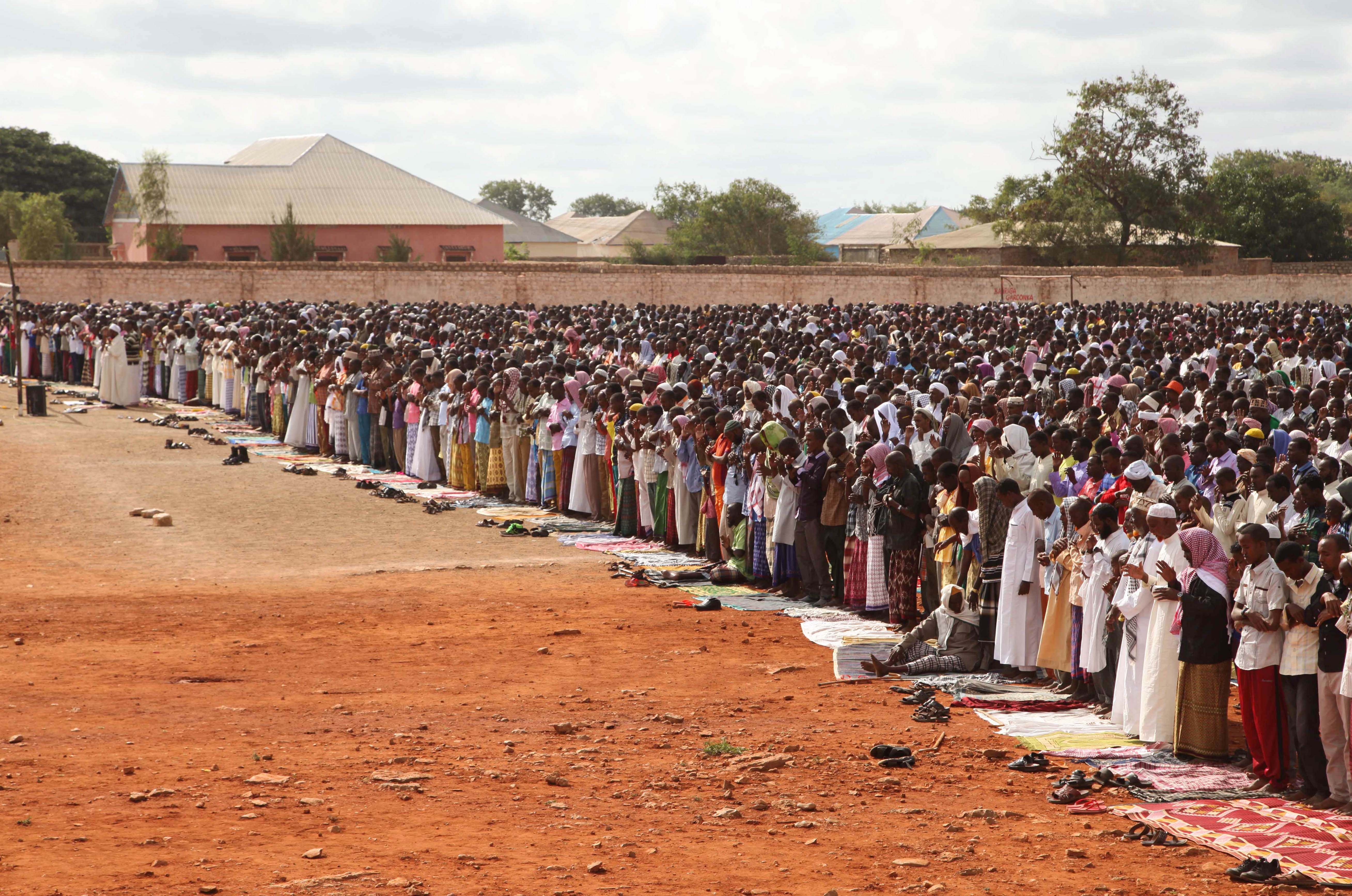
Aïd al-Adha.

### Santé
Pour le personnel médical de Mogadiscio, la capitale de la Somalie, pays où la menace et l'intimidation font partie du quotidien, les médecins travaillent dans les conditions les plus difficiles. Les civils et les déplacés internes souffrent d'une diminution de l'accès aux soins médicaux en raison de l'escalade de la violence. Les travailleurs médicaux terrifiés doivent souvent fuir la ville pour leur propre sécurité. Au moins 37 hôpitaux et cliniques ont fermé entre 2007 et 2008 en raison des affrontements.
Dans les zones surtout rurales, les Somaliens consultent surtout des « guérisseurs », qui utilisent souvent de la médecine dite « traditionnelle », ce qui se voit aussi dans d'autres états Africains. Souvent, ce sont des charlatans, sans formation médicale. Ils sont très présents depuis la chute de l'État somalien, en 1991[réf. nécessaire].

### Corruption
En 2010, selon l'enquête de Transparency International, la Somalie avait le plus mauvais indice de perception de la corruption de tous les pays du monde, avec un IPC de 1,1.

## Philatélie
Officiellement, il n'y a plus de service postal, c'est-à-dire plus de courrier international ni national, en Somalie depuis la fermeture des bureaux de poste en janvier 1991. Plusieurs provinces n'avaient plus de courrier depuis 1987. Les timbres de l'ONU du bureau de New York sont utilisés, sans surcharge, par les soldats de l'ONU, les militaires éthiopiens, les ONG, et quelques rares élus et officiels somaliens (dont les membres du gouvernement somalien), et ce courrier transite par le Kenya.
L'Union postale universelle (UPU) ne reconnaît pas les timbres somaliens émis après 1990. Cependant, le marché philatélique mondial connaît de nombreuses émissions de timbres de Somalie depuis 1991. Ces timbres n'ont pas cours en Somalie, sont introuvables sur place et les oblitérations sont fantaisistes. Les catalogues de cotations (Yvert et Tellier, Michel, Scott…) ne leur reconnaissent aucune valeur et on ignore à qui vont les recettes de la vente de ces timbres. En revanche, les timbres émis avant 1991 sont rares, difficiles à trouver et recherchés par les philatélistes, en particulier ceux avec une légende en arabe, somali et italien.
Le gouvernement somalien annoncera en temps venu quand reprendront les émissions de timbres en Somalie, et en même temps qu'il ne reconnaît pas les timbres émis depuis 1990, il ne reconnait pas non plus les oblitérations des timbres, qui sont illégales et où apparaît toujours le même lieu : Mogadiscio.
L'émission officielle de timbres pourrait peut-être reprendre, quand un gouvernement élu aura autorité sur tout le territoire somalien. Il faudra former de nouveaux postiers, rénover les bureaux de poste détruits, en construire d'autres et trouver des fonds pour payer leur personnel et, surtout, réintroduire une monnaie stable.
Officiellement, depuis début 2017, l'État somalien a porté plainte auprès de l'UPU (Union Postale Universelle) pour utilisations de tampons frauduleux, violant la souveraineté et les institutions de l'État somalien, et pour émissions de timbres frauduleux, alors que l'État somalien ne sort plus de timbres depuis 1990, dont il ignore où vont les recettes des ventes de tels timbres, alors que l'État somalien tente de remettre en place difficilement un système pour les PTT, avec ouvertures prochaines de bureaux de poste. L'État somalien craint que l'argent récolté de la vente des timbres frauduleux ne soit à destinations d'organisations terroristes, comme les Shebabs, ou autres mouvements islamistes radicaux.
Au Somaliland, la poste fonctionne et des timbres sont émis, avec le somali écrit en lettres latines, et parfois libellés en anglais, mais ils ne sont pas reconnus par l'UPU, car cet État n'est pas reconnu par l'ONU. Cela reste un service local limité à quelques bureaux, et il n'y a pas d'envoi à l'étranger.[réf. nécessaire]